# To nie ja!
To nie ja! (ang.: Once in a Lifetime) – debiutancki singel polskiej piosenkarki Edyty Górniak, wydany w 1994 i promujący jej debiutancki album studyjny, zatytułowany Dotyk z 1995.
Singiel był wielokrotnie notowany na listach przebojów na terenie całej Polski, uzyskał status złotej płyty w kraju.
W 1994 utwór reprezentował Polskę podczas 39. Konkursu Piosenki Eurowizji w Dublinie i zajął drugie miejsce w finale z wynikiem 166 punktów.

## Historia utworu

### Nagrywanie
Muzyka do piosenki została skomponowana przez Stanisława Syrewicza w 1984 z myślą o nagraniu go przez amerykański zespół Chicago. Autorem pierwotnych słów do utworu, noszącego wtedy tytuł „No One Said It Was Easy”, był Don Black. W tym czasie zarejestrowana została jedynie wersja demonstracyjna numeru. Za namową Alicji Borkowskiej, piosenkarki i ówczesnej partnerki życiowej przedsiębiorcy Wiktora Kubiaka, nagranie utworu zaoferowano Edycie Górniak, która została zaproszona do reprezentowania Polski na Eurowizji 1994. Początkowo Górniak nie spodobał się utwór, jednak po namowach Kubiaka zaakceptowała kompozycję.
Pierwszą propozycję tekstu napisał prawnik Mariusz Ejsmont, jednak nie zyskała ona uznania Wiktora Kubiaka. Na początku stycznia 1994 Edyta Górniak skontaktowała się z autorem tekstów piosenek Jackiem Cyganem, aby ten napisał polski tekst do melodii. Jak zaznaczyła, słowa piosenki miały być zrozumiałe dla ludzi nieznających języka polskiego, jednak nie dodała, że utwór będzie reprezentować Polskę w Konkursie Piosenki Eurowizji. Tekst do piosenki kilkukrotnie modyfikowano, a ostateczna wersja powstała po trzech tygodniach pracy. Równocześnie powstała druga propozycja konkursowa dla Górniak, „Śpijcie, dzieci nocy” do muzyki Piotra Rubika. Po konsultacji z TVP zdecydowano, że Górniak pojedzie na konkurs z utworem „To nie ja!”. 
Nagrania piosenki zrealizowano w marcu w studiu RG Jones Studios w Londynie. Producentem został Graham Sacher, który stworzył także anglojęzyczny tekst do piosenki. Aranżację partii smyczkowej w numerze wykonał Mike Mowes, a za realizację nagrań i miksowanie odpowiadał Gerry Kitchenham.
Po finale Konkursu Piosenki Eurowizji kompozytor piosenki został oskarżony przez izraelskiego piosenkarza Joniego Nameriego o popełnienie plagiatu jego piosenki „Zakochany mężczyzna” z 1987, jednak ostatecznie zarzuty oddalono.
W 2000 ukazał się remiks utworu „To nie ja” na singlu promującym słuchowisko radiowe RMF FM Exclusive, wydanym nakładem wytwórni płytowej Pomaton EMI.

### Wydanie i odbiór
Początkowo „To nie ja!” został nagrany na 200 kasetach reklamowych niskiej jakości, przez co niemożliwa była jego emisja w rozgłośniach radiowych. Utwór ukazał się w formie singla w kwietniu 1994 jako pierwszy utwór promujący debiutancki album studyjny Górniak zatytułowany Dotyk z 1995. Niedługo po premierze dotarł do pierwszego miejsca m.in. na Liście Przebojów Programu Trzeciego czy w notowaniu Top 15 Wietrznego Radia w Chicago.
Podczas prób do występu w 39. Konkursu Piosenki Eurowizji utwór zdobywał pozytywne opinie ludzi zebranych w Point Theatre w Dublinie, głównie dzięki emocjonalnemu wykonaniu Górniak. Po finałowym występie Górniak była jedynym uczestnikiem widowiska, który po występie został powitany za kulisami owacjami na stojąco przez pozostałych wykonawców.
W 2012 utwór zajął szóste miejsce w organizowanym przez internetowe radio ESC Radio plebiscycie Eurovision Top 250 na największy przebój w historii Konkursu Piosenki Eurowizji. W 2013 piosenka spadła na 14. miejsce głosowania, a w 2014 – na 30..
W 2015 piosenka została uznana największym hitem lat 90. w głosowaniu widzów stacji Kino Polska Muzyka.

### Teksty i interpretacja
Słowa piosenki nawiązują do treści Biblii. Jak tłumaczył Jacek Cygan w swojej książce Życie jest piosenką, piosenka jest „alegorią losów kobiety, a Edyta (...) nie chce ponosić winy za grzech biblijnej Ewy, za całe zło, które jest na świecie”.

### Teledysk
Oficjalny teledysk do piosenki został opublikowany w kwietniu 1994, jego reżyserem został Bolesław Pawica. Klip został utrzymany w czarno-białej kolorystyce. Piosenkarka zrealizowała również teledysk do anglojęzycznej wersji utworu, który został nagrany w innej konwencji, a Górniak wystąpiła w nim w żółtej kreacji.

### Występy na żywo
Utwór został zgłoszony do stawki finałowej 39. Konkursu Piosenki Eurowizji przez Edytę Górniak, która cztery miesiące wcześniej odeszła z Teatru Buffo, gdzie grała m.in. w musicalu Metro. Piosenkarka przyjęła wówczas propozycję nadawcy Telewizji Polskiej (TVP) dotyczącą reprezentowania Polski jako pierwsza polska piosenkarka w historii udziału nadawcy w widowisku. Początkowo decyzji sprzeciwiał się ówczesny menedżer artystki, Wiktor Kubiak, jednak Górniak zdecydowała się przyjąć zaproszenie od stacji. Po przylocie do Dublina, gdzie odbywał się konkurs, Górniak przeziębiła się i zachorowała na zapalenie krtani i tchawicy, przez co miała problemy ze śpiewaniem podczas prób do występu, które rozpoczęły się 24 kwietnia. W trakcie próby generalnej, transmitowanej do wszystkich krajów oraz lokalnych komisji jurorskich oceniających wszystkie propozycje konkursowe, piosenkarka zdecydowała się zaśpiewać fragment utworu w języku angielskim, ponieważ łatwiej było jej wówczas zaśpiewać z bólem gardła. Wykonanie wywołało kontrowersje i zostało uznane za naruszenie regulaminu widowiska nakazującego śpiewanie wszystkim uczestnikom swoich propozycji w języku ojczystym. Sprzeciw wobec uczestnictwu Górniak wyraziły delegacje m.in. z Hiszpanii, Szwecji i Grecji, samej reprezentantce groziła natomiast dyskwalifikacja. Do organizatorów konkursu, Europejskiej Unii Nadawców, nie napłynął jednak oficjalny protest, dzięki czemu Górniak została dopuszczona do udziału. Ostatecznie zdobyła ona łącznie 166 punktów, w tym maksymalne noty 12 punktów od komisji jurorskich z Wielkiej Brytanii, Austrii, Estonii, Litwy i Francji, dzięki czemu zakończyła udział na drugim miejscu. Podczas występu miała na sobie sukienkę wartą 30 milionów starych złotych zakupioną w Hongkongu. Na scenie towarzyszył jej żeński chórek, w którego skład weszła Alicja Borkowska oraz dwie irlandzkie piosenkarki.
Dwa miesiące po udziale w Konkursie Piosenki Eurowizji Górniak zaśpiewała utwór podczas 31. Krajowego Festiwalu Piosenki Polskiej w Opolu, a w 1995 – podczas gościnnego występu na 32. Festiwalu Sopockim.
W czerwcu 2006 zaśpiewała piosenkę na Festiwalu Zaczarowanej Piosenki im. Marka Grechuty, towarzysząc jednej z uczestniczek, Paulinie Gil. We wrześniu zaprezentowała nową wersję utworu podczas organizowanej w Warszawie gali powitalnej finalistek Miss World 2006.
W 2007 zaśpiewała piosenkę podczas koncertu jubileuszowego Jacka Cygana Cyganeria zorganizowanego w ramach festiwalu TOPtrendy 2007 w Sopocie. W lutym 2010 wystąpiła z nią podczas gościnnego występu w finale Krajowych Eliminacji do 55. Konkursu Piosenki Eurowizji, w maju – na jej koncercie zagranym w ramach festiwalu TOPtrendy z okazji 20-lecia działalności artystycznej, a we wrześniu – na koncercie Sabat Czarownic.
1 stycznia 2014 zaśpiewała „To nie ja!” podczas koncertu sylwestrowego organizowanego przez Telewizję Polską we Wrocławiu. W lutym wystąpiła z nią na gali Viva! Najpiękniejsi 2013, śpiewając w duecie z Marią Markiewicz, podopieczną fundacji I Ty możesz sięgnąć gwiazd. W maju zaśpiewała piosenkę podczas koncertu Tu bije serce Europy zorganizowanego z okazji 10. rocznicy wstąpienia Polski do Unii Europejskiej.
Utwór znalazł się na setliście koncertów Górniak w ramach jej jubileuszowej trasy koncertowej pt. Love 2 Love.

## Lista utworów
1. „Once in a Lifetime” (muz. Stanisław Syrewicz, sł. Graham Sacher) – 3:00
2. „To nie ja” (muz. Stanisław Syrewicz, sł. Jacek Cygan) – 3:00

## Certyfikaty
| Kraj   | Certyfikat | Sprzedaż |
| ------ | ---------- | -------- |
| Polska | Złoto      | 50 000   |